# Encore (software)
Encore è un programma di notazione musicale per Microsoft Windows e macOS. MusicTime Deluxe è la versione "leggera" di Encore.

## Funzionalità
Encore è in grado di riprodurre musica importandola da file MIDI, registrandola attraverso uno strumento MIDI o immettendola con tastiera e mouse. Tempo e volume possono essere regolati per ogni strumento. Encore è in grado di costruire spartiti musicali per strumento singolo (dove sulla partitura si trovano le note che lo strumento deve eseguire) e per direttore d'orchestra (dove in ogni pagina sono presenti le prime battute di tutti i principali strumenti coinvolti nell'esecuzione di un brano).

## Storia
Encore era stato originariamente creato da Don Williams su sistema Atari ST series computer per la società statunitense Passport Designs Inc. of Half Moon Bay, CA. La prima versione è del 1984. Lyrrus Inc., d.b.a. GVOX acquistò la proprietà intellettuale da Passport nel 1998 quando era in produzione Encore 4 e solo dieci anni dopo lanciò Encore 5. Encore è stato uno dei primi programmi a consentire le modifiche con il mouse agli elementi della partitura. Il primo agosto 2013 la Passport Music Software, LLC, una compagnia del New Jersey, ha acquisito i diritti di Encore, Music Time Deluxe and MasterTracks Pro.

## Evoluzione
Al momento è in fase di sviluppo Encore 6 che si discosta dal codice originale, creato più di 20 anni fa, pur mantenendo le stesse interfacce grafiche e combinazioni di tasti, ma con l'aggiunta di nuove funzionalità